# GAZ 12 ZIM
De GAZ 12 ZIM is een luxueuze en representatieve limousine uit de topklasse, die van 1950 tot 1960 door de Sovjet-Russische GAZ-fabriek geproduceerd werd. De afkorting ZIM staat voor Zawod Imeni Molotowa, wat in de modelaanduiding een deel van de destijds officiële naam van de fabriek (Molotov-fabriek) weergaf.

## Geschiedenis
Onmiddellijk na de Tweede Wereldoorlog bracht GAZ enkele nieuwe modellen uit. Na de middenklasse GAZ M20 Pobeda volgde in 1950 de zespersoons GAZ 12 ZIM die in eerste instantie als representatieve auto bedoeld was. De GAZ 12 was op enkele punten afgeleid van de M20 maar had een in tegenstelling tot de M20 geen zelfdragende carrosserie maar een chassis. De 5,5 meter lange auto met onafhankelijke wielophanging voor en een starre as achter haalde een topsnelheid van maximaal 120 km/u. De zescilinder zijklep lijnmotor met lange slag kwam uit het vrachtwagenprogramma van GAZ.

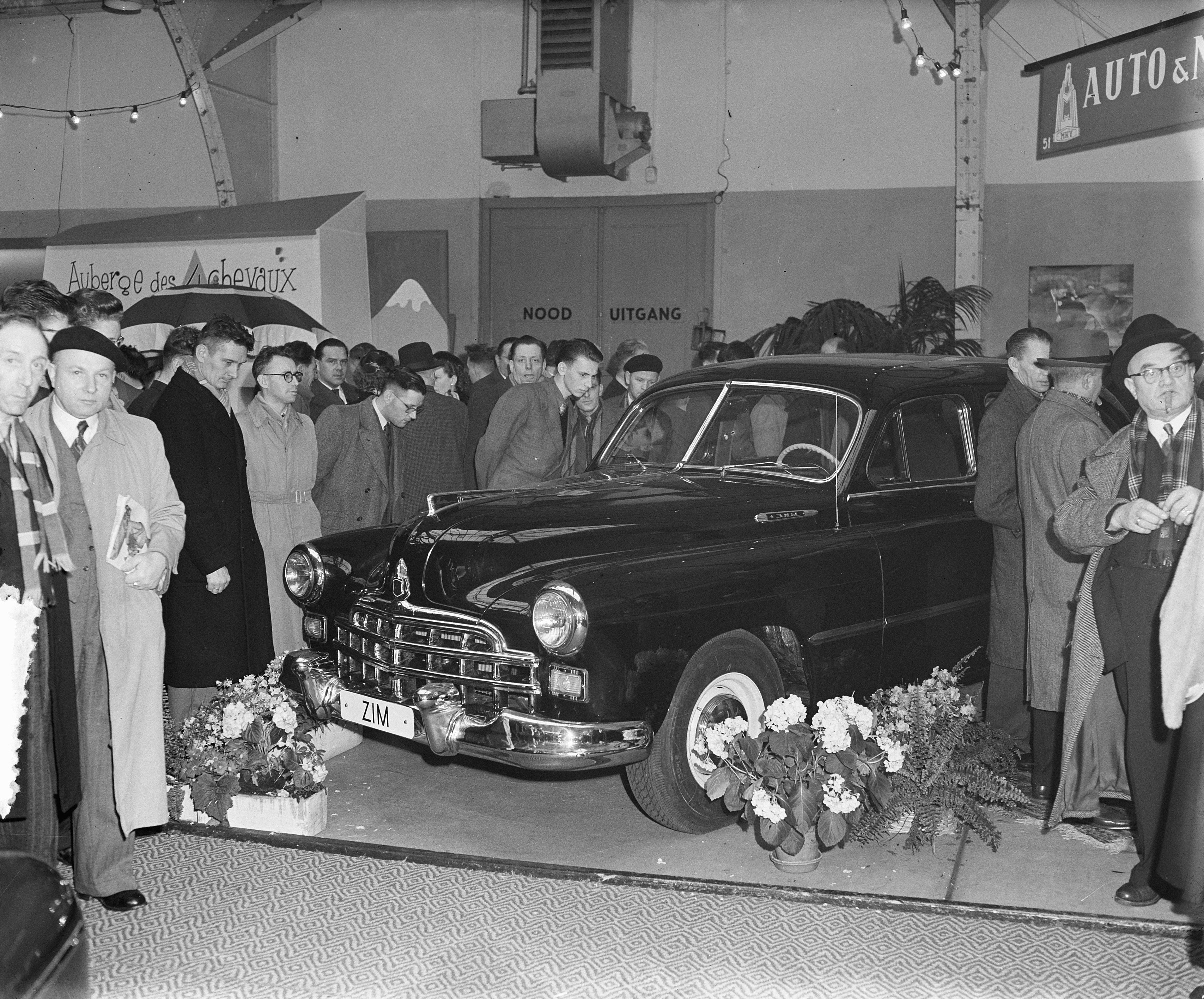
GAZ 12 ZIM op de AutoRAI in 1954.

Stilistisch en technisch was de auto sterk geïnspireerd op de toenmalige Amerikaanse auto's en had daarom ook een comfortabele en uitgebreide uitrusting. Een noviteit was de elektrisch verwarmde achterbank en een radio behoorde ook tot de standaarduitrusting.
Van deze grote auto, die aan hooggeplaatste personen in de Sovjet-Unie voorbehouden bleef en door de gewone bevolking niet gekocht kon worden, werden in drie uitvoeringen (limousine, landaulet en ziekenwagen) in totaal 21.527 exemplaren geproduceerd. Vanwege de hoge prijs werd de GAZ 12 slechts in kleine aantallen geëxporteerd naar Polen, Tsjecho-Slowakije, de DDR en enkele westerse landen.
In 1953 begon de Amsterdamse firma Auto- & Motordeelen Import onder de naam MKV met de import van de Moskvitsj 400. MKV toonde op de AutoRAI van 1954 naast de Moskvitsj ook de GAZ M20 Pobeda en de GAZ 12 ZIM aan het Nederlandse publiek. Van de Pobeda zijn drie stuks daadwerkelijk ingevoerd, van de ZIM zijn er twee naar Nederland gekomen.
In 1960 werd de productie gestaakt, opvolger was vanaf 1959 de wezenlijk modernere GAZ 13 Tsjaika.
Personenauto's:
GAZ-A ·
GAZ-M1 ·
GAZ-M415 ·
GAZ 12 ZIM ·
GAZ-13 Tsjaika ·
GAZ-14 Tsjaika ·
GAZ M20 Pobeda ·
GAZ M21 Volga ·
GAZ-22 Volga ·
GAZ 24 Volga ·
GAZ 31 Volga ·
GAZ-3102 Volga ·
GAZ-3110 Volga ·
GAZ-31105 Volga ·
GAZ-61 ·
GAZ-64 ·
GAZ-67 ·
GAZ-69 ·
GAZ-M72 ·
GAZ Volga Siber

Bestelauto's:
GAZelle ·
GAZelle-Business ·
GAZelle NEXT

Vrachtauto's:
GAZ-AA ·
GAZ-4 · 
GAZ-AAA ·
GAZ-MM ·
GAZ-21 ·
GAZ-S1 ·
GAZ-410 ·
GAZ-42 ·
GAZ-44 ·
GAZ-51 ·
GAZ-93 ·
GAZ-52 ·
GAZ-53 ·
GAZ-55 ·
GAZ-56 ·
GAZ-60 ·
GAZ-62 ·
GAZ-63 ·
GAZ-65 ·
GAZ-66 ·
GAZ-3307 ·
GAZ-3308 Sadko ·
GAZ-3309 ·
GAZ-3310 Waldai ·
GAZon NEXT ·
Sadko NEXT

Autobussen:
GAZ-03-30 ·
GAZ-05-193 ·
GZA-651 ·
GAZelle City

Militaire voertuigen:
BA-3/6 ·
BA-64 ·
BA-10 ·
BA-20 ·
BRDM-1 ·
BRDM-2 ·
BTR-40 ·
BTR-60 ·
BTR-70 ·
BTR-80 ·
BTR-90 ·
GAZ-46 ·
GAZ-2330 ·
GAZ-2975 Tigr ·
GAZ-34039 ·
GAZ-3409 ·
GAZ-3937 ·
GAZ-5903 ·
GT-S ·
GT-SM ·
SU-76 ·
T-38 ·
T-60 ·
T-70 ·
T-80 ·
GAZ-3344 ·
GAZ-3351 ·
VPK-3927 Wolk